# Somatosensoriska barken
Somatosensoriska barken är en del av parietalloben i hjärnans bark och ligger som ett band längst fram i detta område. Ordet soma kommer från grekiskan och betyder kropp. 

## Funktion
Somatosensoriska barkens huvuduppgift är att ta in känselintryck från hela kroppen. Brodmanareorna 1, 2, 3, och 5 brukar användas som beskrivning för detta området. Brodmannarea 3 fungerar för känselintryck ungefär på samma sätt som den primära synbarken fungerar för visuella intryck. det vill säga detta är första stationen för intrycken, som sedan forslas vidare till 1 och 2 för tolkning och bearbetning. De olika delarna bearbetar också olika intryck. Brodmann 1 är till exempel specialiserad på mönster medan Brodmann 2 bearbetar storlek och form. Efter bearbetning i areorna 3, 1 och 2, kommer intrycken till area 5 som bland annat bearbetar en uppfattning om föremåls relation till varandra, en grundlig rumsuppfattning ungefär. 
Olika delar av kroppen skickar sina känseluttryck till olika delar av den somatoisensoriska barken. Känsel för mun och ögon sitter längst ner i slutet av området, känsel för hand och fingrar i mitten högst upp och känsel för fötter längst bak. Dessa områden är också olika stora, till exempel är känselområdet för händer tunga och läppar mycket större än områden för bål eller ben. Detta brukar representeras i en så kallad Homunculus-bild. Detta är en bild på en människa, men med proportioner som stämmer överens med olikheten i känselns olika styrka i somatosensoriska barken.

## Samverkan med andra områden
Somatosensoriska barken ligger tätt intill primärmotoriska barken och arbetar mycket tillsammans med detta område. Känselintrycken är nödvändiga för att avgöra hur en motorisk rörelse ska utföras och de motoriska rörelserna behövs oftast för att känselintryck ska kunna tas upp, så dessa områden har många kopplingar fram och tillbaka mellan sig. Primärmotoriska barken har sedan direkt koppling till frontalloberna som styr över planeringen av rörelser och regleringen av rörelser om något skulle gå snett. Även målinriktat beteende brukar placeras i frontalloberna och alla dessa beror på hur känselintrycken tolkas och är beroende av att känselintrycken faktiskt förs vidare hit. 
Dessa små delmoment är dock ingenting vi märker av utan det som på grundnivå bearbetas och tolkas i somatosensoriska barken behandlas till ett helhetsintryck i parietalloberna och frontalloberna, och det är detta helhetsintrycket som vi upplever.
Även kopplingar med tinningloberna och hörselintryck går via somatosensoriska barken för att tillsammans med de andra sinnesintrycken skapa en helhetsbild av sig själv och sin omgivning. 
Sedan finns den kanske viktigaste kopplingen till somatosensoriska barken från ryggmärgen. Det är ju från denna som själva känseln kommer, då detta är den enda kopplingen mellan kroppen och hjärnan. Via ryggmärken går nervcellernas kopplingar upp till hjärnstammen och via thalamus går sedan informationen fram till praietalloberna och somatosensoriska barken.

## Skador
Små skador i somatosensoriska barken kan få lindrigare följder som fumlighet och taktil okänslighet. Man får svårt att tolka finkänsligare rörelser och intryck. Skador kan även förekomma i någon av de specifika delarna för olika delar av känselintrycken. Exempelvis kan en person sakna förmågan att tolka former, utan att de andra funktionerna påverkats. Asymboli för smärta är en mer allvarlig skada då personen helt eller delvis tappar förmågan att känna smärta. Detta kan vara mycket farligt då personen i detta fall inte blir varnad av smärtan som man i vanliga fall blir, utan kan då dra på sig mycket allvarliga skador utan att ens märka det.